# Jazz Jackrabbit
Jazz Jackrabbit — відеогра виробництва компаній Epic MegaGames (нині Epic Games) та Digital Dimensions (нині Orange Games), головним героєм якої є зелений антропоморфний кролик на ім'я Джазз (англ. Jazz). Гра Jazz Jackrabbit для свого часу мала якісну графіку, динамічний геймплей і не мала серйозних конкурентів з боку інших платформерів на PC. Гру відзначено премією «Аркадна гра року» (англ. Arcade of the Year) журналом «PC Format».

## Ігровий процес
Основною сюжетною лінією гри є конфлікт черепах та кроликів, що триває вже протягом трьох тисяч років від часів подій, які описав Езоп у байці «Черепаха та Заєць». Сумнозвісний лідер черепах-терористів Деван Шелл (англ. Devan Shell), викрав зайчиху Єву Довговух (англ. Eva Earlong), принцесу планети Керротус, і наповнив галактику своїми поплічниками. Кролик Джазз Джекреббіт подорожує різними планетами в пошуках своєї коханої Єви Еарлонг, одночасно рятуючи галактику, зводячи нанівець плани лиходія Деван Шелла щодо знищення Галактичних Кроликів (англ. Galactic Rabbits).
Згідно з опису з посібника користувача до гри, персональні дані кролика Джазза Джекребіта такі: зріст 2'4" (71 см); вага 90 фунтів (41 кг); стать чоловіча. Колір шерсті зелений. Колір очей блакитний. Улюблена їжа — морквяна піца. Улюблена книга — "Корабель, що відплив". Девіз — «When you're a little rabbit, carry a BIG gun!» («Якщо ти маленький кролик, носи великий пістолет»).

## Спеціальні видання
Оригінальна версія гри включає шість епізодів, дія в кожному з яких розгортається на трьох різних планетах і завершується епізодом бою з босом. Перебування на кожній планеті поділяється на три рівні, включаючи бонус-рівень із видом від першої особи. Версія на дискетах включала лише три епізоди, інші три епізоди купувалися окремо. Видання на компакт-дисках містило всі шість епізодів та три додаткові. Разом 9 епізодів, 72 рівні та 27 бонус-рівнів.
- Різдво 1994 : Jazz Jackrabbit: Christmas Edition ;
- Різдво 1995: Jazz Jackrabbit: Holiday Hare'95.

Таким чином кількість рівнів виданих у першій частині серії Jazz Jackrabbit склала 81 та 29 бонус-рівнів.
З часу виходу першої частини, Jazz Jackrabbit здобув багато шанувальників. 1998 року видано сиквел Jazz Jackrabbit 2 .

## Команда розробників
За оригінальним планом розробників Digital Dimensions, персонажем гри мав бути перший голландський астронавт Вюбо Оккелс . Через надлишок в іграх космічної тематики на той момент, розробники вирішили зробити головним героєм гри симпатичного зеленого кролика з червоною банданою, рюкзаком та синім пістолетом (вигадка Кліффа Блезінскі). Від старого задуму у грі збереглися залишки «космічного» оформлення.
Натхненням для основної концепції гри розробникам Кліффу Блезінскі та голландцю Арьяу Брюссі послужили консольні ігри Super Mario Bros., Mega Man і, особливо, Sonic the Hedgehog.
- Програмування (Turbo Pascal 7.0), ігровий рушій: Арджан Брюссі.
- Дизайн та графіка: Кліфф Блезінскі.
- Дизайн персонажів та анімація: Нік Стедлер.
- Музика: Роберт Аллен, Джошуа Дженсен.
- Звукові ефекти: Нендо Евег.
- Додаткові художники: Джо Хітченс, Томіс Старр, Джеймс Шмальц.
- Додатковий дизайн: Роберт Аллен та Ар'ян Брюссі.
- Продюсери: Тім Свіні та Марк Рейн.

## Різне
23 серпня 2005 року розпочалася робота над рушієм із відкритим кодом для гри під назвою OpenJazz, розробку якого веде один із шанувальників Jazz Jackrabbit — Алістер Томпсон. Реліз коду відбувся 28 листопада 2005 року.